# Elsa Cárdenas
Elsa Cárdenas Rentería (* 3. August 1935 oder 1932 in Tijuana, Baja California) ist eine mexikanische Schauspielerin. Sie spielte in über 100 Filmen und Fernsehserien, in der großen Mehrzahl mexikanische Produktionen. 

## Leben
Elsa Cárdenas gab ihr Filmdebüt in der mexikanischen Produktion El joven Juárez (Der junge Juárez) von 1954. Etwa zwei Jahre später gab sie ihr internationales Filmdebüt an der Seite von Weltstars wie Elizabeth Taylor, Rock Hudson und James Dean in dem US-Spielfilm Giganten (1956). In diesem Film bekleidete sie als Juana Guerra Benedict nur eine Nebenrolle als Dennis Hoppers mexikanischstämmige Ehefrau. Ihre Rolle der gefeierten Stierkämpferin Dolores Gómez als zweite Co-Darstellerin (neben Ursula Andress) von Elvis Presley in dem Film Acapulco (1963) deutlich größer. In dem Film werden keinerlei Stierkampfszenen gezeigt und die Feier beschränkt sich auf einige Fotosessions sowie das von Elvis Presley gesungene Lied The Bullfighter was a Lady. Etwa drei Jahre später wirkte Elsa Cárdenas in einer Folge der Serie Tarzan mit Ron Ely in der Titelrolle mit.
Ansonsten beschränkte sich die Karriere von Cárdenas auf mexikanische Filme und Fernsehserien. Sie wirkte insbesondere an mexikanischen Seifenopern mit. Noch bis in die 2010er-Jahre stand sie vor der Kamera, zuletzt 2015 an der Fernsehserie Lo imperdonable.
Am 15. September 1957 heiratete sie den texanischen Ölunternehmer Guy Preston Patton. Das Paar lebte sowohl in Houston (Texas) als auch in Mexiko, ließ sich aber bereits wenige Jahre später wieder scheiden. 1962 verlobte sie sich mit Budd Boetticher, doch die Hochzeit kam nicht zustande und beide trennten sich 1964.

## Filmografie (Auswahl)

### Spielfilme
- 1954: El joven Juárez
- 1956: Giganten (Giant)
- 1956: Roter Staub (The Brave One)
- 1963: Acapulco (Fun in Acapulco)
- 1963: Ohne Moral (Of Love and Desire)
- 1964: Taggart
- 1969: The Wild Bunch – Sie kannten kein Gesetz (The Wild bunch)
- 1971: Jesús, nuestro Señor
- 1986: La vida de nuestro señor Jesucristo
- 2011: Cartas a Elena

### Fernsehserien
- 1969: Lo que no fue (100 Episoden)
- 1984: Principessa (358 Episoden)
- 1995: Pobre niña rica (60 Episoden)
- 1998: La mentira (68 Episoden)
- 2006–2007: Código postal (200 Episoden)
- 2015: Lo imperdonable (5 Episoden)